# 鬃毛三趾樹懶
鬃毛三趾樹懶（學名：Bradypus torquatus）是一種生活於南美洲的三趾樹懶。

## 描述
鬃毛三趾樹懶有着細小的頭部、耳朵及眼睛，尾部也是小小的，被毛髮所覆蓋。約50厘米長，重4.5公斤。
其粗糙的外皮常被藻類、蟎、蜱、甲蟲及蛾類等寄生其上。外皮黑而且長，並環繞其頭、頸及肩膀。底毛則是纖細、綿密而倉白。

## 生態
鬃毛三趾樹懶以森林內某幾種樹的樹葉、嫩芽及幼枝為食，特別喜好傘樹科的物種。長時間停留在樹上，僅在排泄或更換另一棵樹為食時才會到地面。在地面時行動極為不便，既不能站立也不能步行，僅倚賴長而強壯的前臂在地面爬行。主要的防衛手段也僅是呆立不動而不引起注意，或是揮動較巨大的雙爪。鬃毛三趾樹懶善泳，喜獨居而處。
直至1955年，鬃毛三趾樹懶僅分佈在巴西境內的巴伊亚州、聖埃斯皮里圖州及里約熱內盧州的森林內。但自森林被開發砍伐後其數目便逐漸下降。與其他生活在森林的動物一樣，失去棲息地是對他們最大的威脅。

## 外部連結
- ARKive - 圖像及影片